# Лян Мэйюй
Лян Мэйю́й (кит. упр. 梁美玉, пиньинь Liáng Měiyù, 8 января 1994, Гирин, Китай) — китайская хоккеистка (хоккей на траве), полевой игрок. Участвовала в летних Олимпийских играх 2012 и 2016 годов.

## Биография
Её родители происходили из уезда Дэхуэй, но сама Лян Мэйюй родилась 8 января 1994 года уже в провинциальном центре — в городском округе Гирин.
В детстве занималась лёгкой атлетикой. Училась в школе Хунъюань (虹园学校) в гиринском районе Чанъи, после создания команды хоккея на траве в 2002 года играла в её составе. К моменту окончания учёбы Лян представляла спортивную школу провинции Гирин.
В 2011 году дебютировала в сборной Китая.
В 2012 году вошла в состав женской сборной Китая по хоккею на траве на летних Олимпийских играх в Лондоне, занявшей 6-е место. Играла в поле, провела 6 матчей, мячей не забивала.
В 2016 году вошла в состав женской сборной Китая по хоккею на траве на летних Олимпийских играх в Рио-де-Жанейро, занявшей 9-е место. Играла в поле, провела 5 матчей, мячей не забивала.
В 2017 году в составе сборной Китая завоевала серебряную медаль чемпионата Азии. В финале против сборной Индии (1:1, пенальти 4:5) она реализовала первый удар китаянок в серии пенальти и не забила последний.
Дважды была призёром хоккейных турниров летних Азиатских игр, завоевав серебро в 2014 году в Инчхоне и бронзу в 2018 году в Джакарте.
Носит прозвище «Криштиану Роналду».